# Colombine arlequin
Phaps histrionica
Espèce
Statut de conservation UICN

 LC  : Préoccupation mineure
La Colombine arlequin (Phaps histrionica) est une espèce de pigeons originaires  des régions les plus sèches d'Australie.